# Gaston Salvatore

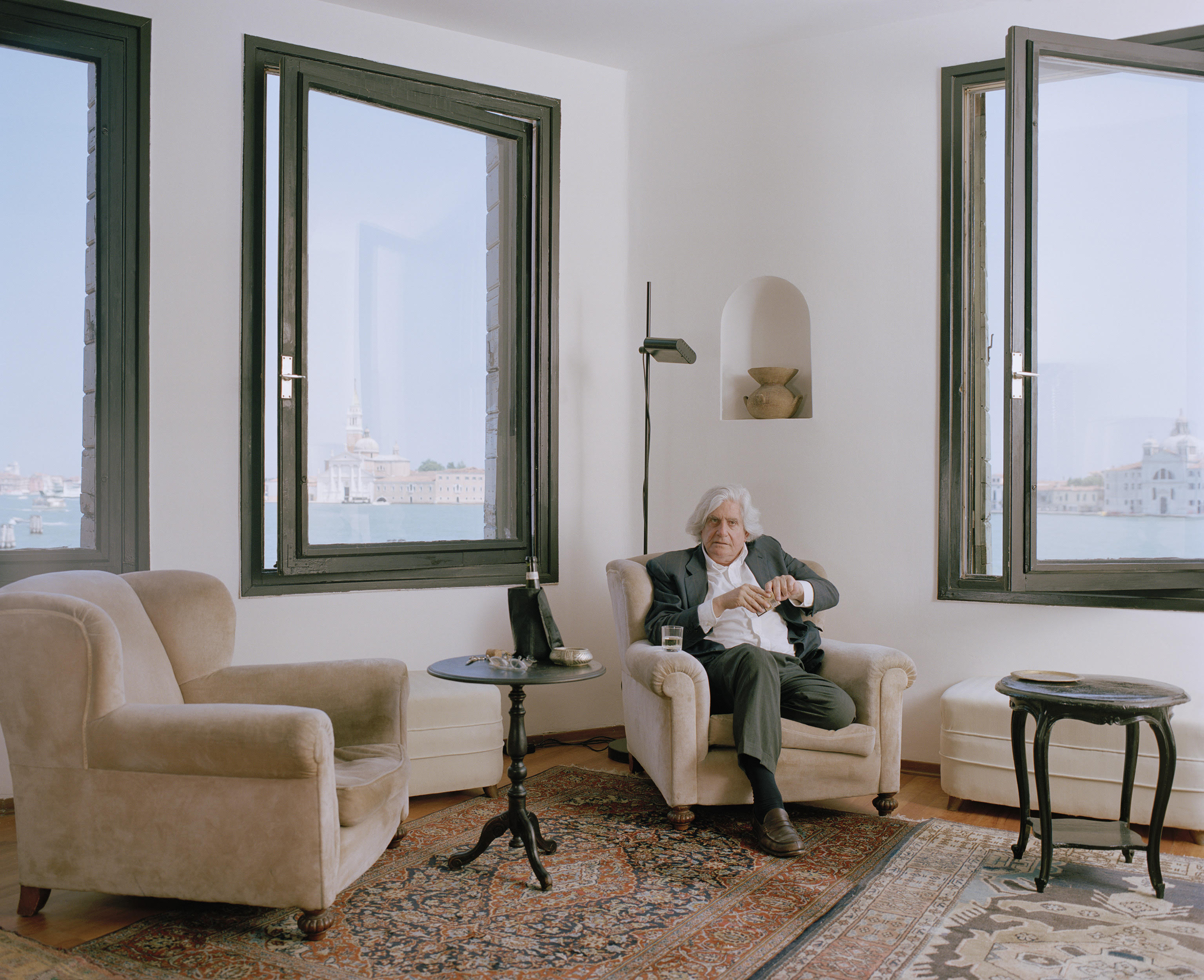
Gaston Salvatore porträtiert von Oliver Mark, Venedig 2010

Gastón Salvatore Pascal (* 29. September 1941 in Valparaíso; † 11. Dezember 2015 in Venedig) war ein deutschsprachiger Schriftsteller und Dramatiker chilenischer Herkunft.

## Leben
Gaston Salvatore wurde 1941 in Chile geboren. Seine chilenische Mutter Maria Pascal Lyon und sein italienischer Vater Ernesto Salvatore Vocca hatten in Rom geheiratet, wo 1937 seine Schwester geboren wurde. Er war demnach ein angeheirateter Neffe des späteren chilenischen Präsidenten Salvador Allende. Salvatores Vater geriet während des Zweiten Weltkrieges in japanische Gefangenschaft und wurde von den Amerikanern befreit. Die Familie kam nach dem Krieg wieder in Chile zusammen. Salvatore besuchte das katholische St. George’s College, studierte Jura an der Universität von Chile und schloss das Studium als Volljurist und mit dem Anwaltstitel ab. Parallel dazu studierte er Volkswirtschaft und schloss mit einem Diplom als Agrarökonom ab. Kurzzeitig arbeitete er in Chile als Anwalt.
Mit einem Postgraduierten-Stipendium kam er 1965 nach Berlin und studierte dort an der FU Philosophie, Soziologie und Politikwissenschaften. Während der Studentenzeit lernte er Hans Magnus Enzensberger kennen, mit dem er seitdem befreundet war. Es war Enzensberger, der Salvatore ermutigte, in deutscher Sprache zu schreiben.
Salvatore war als enger Freund Rudi Dutschkes in der Studentenbewegung der 1960er Jahre aktiv. 1969 wurden Salvatore und Dutschke wegen schweren Landfriedensbruchs angeklagt, wobei der Prozess gegen Dutschke aufgrund des Attentats ausgesetzt wurde. Man verurteilte lediglich Gaston Salvatore zu neun Monaten Gefängnis ohne Bewährung. Am Tag dieser Verurteilung flüchtete Gaston Salvatore nach Italien, später nach London und nach Chile. Als der Neubau des Staatstheaters in Darmstadt am 7. Oktober 1972 mit der Uraufführung von Salvatores Stück Büchners Tod eröffnet wurde, wurde er verhaftet, weil eine zuvor gewährte Amnestie für verurteilte Mitglieder der Studentenbewegung nur für deutsche Staatsbürger galt. Salvatore bat die Polizisten, Bundespräsident Gustav Heinemann, der den Feierlichkeiten beiwohnte, persönlich zu diesem Zwischenfall befragen zu dürfen. Daraufhin erhielt Salvatore umgehend eine unbefristete Arbeitserlaubnis in Deutschland.
Am 11. September 1973 wurde in Chile die Regierung der Unidad Popular gestürzt; Präsident Allende kam dabei ums Leben. Gaston Salvatore, der seit seiner Kindheit Salvador Allende eng verbunden war, erlebte den Putsch in Deutschland, wo man ihm seinen chilenischen Pass wegnahm. Salvatore blieb in Berlin. 1975 ließ sich Gaston Salvatore in Venedig nieder, wobei er seinen Wohnsitz in Berlin beibehielt.
Salvatore gab ab September 1980 mit Hans Magnus Enzensberger die von ihm mitbegründete Zeitschrift TransAtlantik heraus, Enzensberger und Salvatore prägten die beiden ersten Jahrgänge von TransAtlantik. Von 1983 bis 1984 war er fester freier Mitarbeiter beim Stern, für den er Porträts führender Persönlichkeiten der BRD verfasste.
Gaston Salvatore starb am 11. Dezember 2015 im Alter von 74 Jahren in Venedig.

## Literarisches Werk

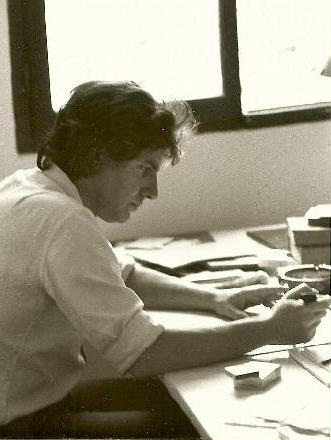
Gaston Salvatore (1977)

Im Jahr 1969 wurde in London Salvatores Gedicht Versuch über Schweine, das von Hans Werner Henze vertont wurde, in der Queen Elizabeth Hall uraufgeführt. 1971 fand in Rom die Uraufführung des von Hans Werner Henze vertonten Gedichtzyklus Der langwierige Weg in die Wohnung der Natascha Ungeheuer statt, die europaweit im Radio übertragen wurde. Diese abendfüllende Show mit 17 Mitwirkenden wurde anschließend in Berlin, Washington und anderen Opernhäusern aufgeführt.
1970 arbeitete Gaston Salvatore für den Filmregisseur Michelangelo Antonioni an der Fertigstellung von Zabriskie Point und bereitete einen Film Der Kaiser von China vor, der von dem Erbauer der ersten Mauer in China erzählt. Dieser Film wurde nie realisiert; Gaston Salvatore verarbeitete diese Recherchen in seiner langen Erzählung Der Kaiser von China. Leben und Tod des Kaisers Ch’in Schi Huang Ti, die 1980 beim Carl Hanser Verlag publiziert wurde.
1972 wurde das Drama Büchners Tod  im Staatstheater Darmstadt uraufgeführt und im selben Jahr im Suhrkamp Verlag publiziert.
Im Jahre 1973 arbeitete Salvatore in Berlin an der Nonfiction Novel Der Mann mit der Pauke, die das Leben von Wolfgang Neuss erzählt. Das Buch erschien 1974 im S. Fischer Verlag.
In den Jahren 1975 bis 1976 schrieb er in Berlin die Theaterstücke Tauroggen, Fossilien und Freibrief. Das Stück Freibrief kam 1977 in Bochum zur Uraufführung, es folgte eine Aufführung im Deutschen Schauspielhaus in Hamburg. Daneben arbeitete Salvatore zusammen mit Peter Zadek an dem Drehbuch zu dem Film Frühlings Erwachen nach Wedekind. Zadek plante die Verfilmung von Freibrief.
Bis 1982 wurde jeden Monat in der von ihm und Hans Magnus Enzensberger gegründeten und herausgegebenen Monatszeitschrift Trans-Atlantik eine von Gaston Salvatore verfasste Erzählung aus der Reihe Waldemar Müller veröffentlicht, die später in mehreren Verlagen in Buchform vorgelegt wurde. Die erweiterte Ausgabe von 1993 (Die Andere Bibliothek, Hrsg. Hans Magnus Enzensberger, Eichborn Verlag) schließt auch Erzählungen ein, die nach dem Mauerfall angesiedelt sind.
Nach langen Jahren der Vorbereitung entstand 1985 in Venedig das Theaterstück Stalin, das 1987 beim Suhrkamp Verlag erschien. Die Uraufführung fand im Oktober 1987 am Schiller-Theater in Berlin statt. „Das Stück spielt 1952/1953 in der Datscha Stalins, 32 km von Moskau entfernt. Itsik Sager, ein alter Schauspieler und Intendant des Moskauer Künstlertheaters, der gerade den Lear spielt, wird noch im Kostüm von der Vorstellung zu Stalin gebracht. Sagers Angst und Befürchtung legen sich zunächst, als Stalin ganz umgänglich und interessiert mit ihm ein Gespräch über den Lear beginnt und beide mit verteilten Rollen den Text deklamieren.“ Das Theaterstück wurde weltweit mit großem Erfolg gespielt. Am Wiener Theater Der Kreis inszenierte es George Tabori, die Inszenierung wurde vom Fernsehen aufgezeichnet. In Karlsruhe inszenierte es Gaston Salvatore selbst. Stalin wurde in zahlreiche Sprachen übersetzt, u. a. ins Polnische und Russische.
1989 erschien das Drama Lektionen der Finsternis, das in Wiesbaden uraufgeführt wurde. Salvatore bezeichnete es als ein Stück, in dem „verschiedene Vorstellungen von Gerechtigkeit“ aufeinander prallen. Ein Kritiker sprach hingegen von einem „zu gescheit und aufgeklärt vorgehenden ‚Thesenstück‘“. Eine kritische Aufnahme fand auch seine im November 1991 in Essen uraufgeführte Theaterarbeit King Kongo. Ein Vaudeville, die die Berliner Kongokonferenz von 1884/1885 und den Völkermord in Zentralafrika thematisierte.
Es folgte die Arbeit an den Stücken Benito Cereno, Der Kampf aus der Ferne, Die Heimsuchung und Hess, die 1998 in einem Sammelband im Suhrkamp Verlag erschienen. Das Stück Hess wurde 1998 in Weimar uraufgeführt. Gaston Salvatore sagte dazu: „Hess war kein verirrter Mitläufer. Er hatte den Führer nicht nur gesucht und gefunden, sondern ihn geradezu gemacht und sich schließlich seinem Geschöpf blindlings ergeben. ‚Give the good lines to the bad guys‘ lautet die Faustregel der Theatermacher.“ Im Rahmen der Heidelberger Aufführung kam die Frage aus dem Publikum, warum sich Salvatore nicht mit der Figur von Salvador Allende beschäftigte. Dies war der Anlass für die Arbeit an dem Drama Allende. Es handelt sich um das erste Theaterstück, das Salvatore auf Spanisch verfasst hat. Im Jahre 2000 erschien die italienische Übersetzung von Franca Trentin und Paolo Vettore im Verlag Lisi. Der italienische Verlag Scheiwiller publizierte 2008 den Sammelband Drammi politici mit den Stücken Stalin, Hess, Allende und erstmals Monsieur Joseph. Das Drama Monsieur Joseph wurde 2003 in deutscher Sprache verfasst und ins Italienische und Französische übersetzt.
Im Jahr 2007 entstand das Drama Feuerland, das am 14. November 2008 am Burgtheater in Wien uraufgeführt und im selben Jahr im Suhrkamp Verlag publiziert wurde. Am 1. April 2009 fand im Naturkunde-Museum in Karlsruhe in Zusammenarbeit mit dem Badischen Staatstheater im Rahmen der Veranstaltungsreihe zum Darwin-Jahr eine szenische Lesung von Feuerland statt.

## Preise und Auszeichnungen
- 1972 Gerhart-Hauptmann-Preis
- 1991 Kleist-Preis

## Werke
- Intellektuelle und Sozialismus, Wagenbach 1968
- Der langwierige Weg in die Wohnung der Natascha Ungeheuer, 1971, Luchterhand
- Büchners Tod, Theaterstück, 1972, Suhrkamp
- Wolfgang Neuss – Ein faltenreiches Kind, 1974, Fischer
- Fossilien, Theaterstück, 1976, Suhrkamp
- Freibrief, Theaterstück, 1977, Suhrkamp
- Der Kaiser von China, 1980, Hanser
- Tauroggen, Theaterstück, 1982, Suhrkamp
- Waldemar Müller. Ein deutsches Schicksal, 1982, Eichborn
- Stalin, Theaterstück, 1985, Suhrkamp
- Lektionen der Finsternis, Theaterstück, 1989, Suhrkamp
- King Kongo, Theaterstück, 1991, Suhrkamp
- Hess, Theaterstück, 1991, Suhrkamp
- Benito Cereno, Theaterstück, 1992, Suhrkamp
- Der Kampf aus der Ferne, Theaterstück, 1992, Suhrkamp
- Waldemar Müllers moralische Achterbahn. Ein Trailer, Eichborn Verlag, 1993
- Der Bildstörer. Gaston Salvatore im Gespräch mit Daniel Cohn-Bendit. Edition q, Berlin 1994
- Venedig, Ein Insiderlexikon, Beck-Verlag, München 1995.
- Anleitungen zum Umgang mit schönen Frauen, Erzählungen, Europäische Verlagsanstalt, Hamburg 1997
- Die Heimsuchung, Theaterstück, 1998, Suhrkamp
- Allende, Theaterstück, 2000
- Einladung zum Untergang, venezianische Hintertreppen, Picus Verlag, Wien 2000 (3. Aufl. 2006) [auch als Hörbuch]
- Monsieur Joseph, Theaterstück, 2001
- Feuerland, Theaterstück, 2008